# Lars Micrander
Lars Micrander (1705 adlad Lillienstolpe), död 5 juli 1706 i Litauen, var en svensk läkare.
Lars Micrander var son till kyrkoherden i Tierp Eric Micrander och bror till Julius Micrander. Han blev 1673 student vid Uppsala universitet och avlade en teologisk filosofisk examen där 1679. Under sin tid i Uppsala tog Micrander intryck av sin lärare Petrus Hoffvenius som var en ivrig anhängare av kartesianismen. Med avsikt att fortsätta sina studier till läkare var Micrander tvungen att resa utomlands och efter att 1680 blivit anställd som läkare och bibliotekarie hos Magnus Gabriel De la Gardie lyckades han 1684 få stipendium för en utlandsresa. Micrander begav sig till Frankrike och blev 1685 medicine doktor i Caen. Kort därefter återvände han till Sverige där han föreslog en rad reformer inom Collegium medicum, han tycks även en tid varit verksam som läkare i Stockholm. Micrander utsågs 1688 till professor i medicin vid universitetet i Dorpat. Han arbetade hårt för att bygga upp medicinundervisningen, men önskade komma därifrån och då Gustaf Lohreman avled 1694 ansökte Micrander om att få efterträda honom som stadsfysicus i Stockholm. Han beviljades med kravet att han skulle hitta en efterträdare på professuren vid universitetet i Dorpat, något som kom att ge honom problem för framtiden. Lars Micrander var från 1692 ledamot i Collegium medicum och blev 1695 samtidigt som han tillträdde tjänsten som stadsfysicus i Stockholm assessor i Collegium medium. 1697 blev han även fattigvårdsdeputerad i Stockholm. Micrander var en stridbar person som inte drog sig för att kritisera andra högt aktade läkare. Bland annat anklagade han Urban Hjärne för att vara slapphänt mot outbildade personer som praktiserade läkaryrket. Då Karl XII:s livläkare i februari 1701 avled utsågs Micrander till hans efterträdare och måste lämna Stockholm för att resa till arméns högkvarter. Micrander tjänstgjorde även som fältmedicus som högsta medicinska instans inom armén. Han gjorde sig mycket uppskattad såväl hos kungen som hos armén för sina insatser och adlades av kungen med namnet Lillienstolpe. Enligt uppgift skall Micrander avlidit av att ätit för mycket svarta söta körsbär en varm sommardag.